# Pesher

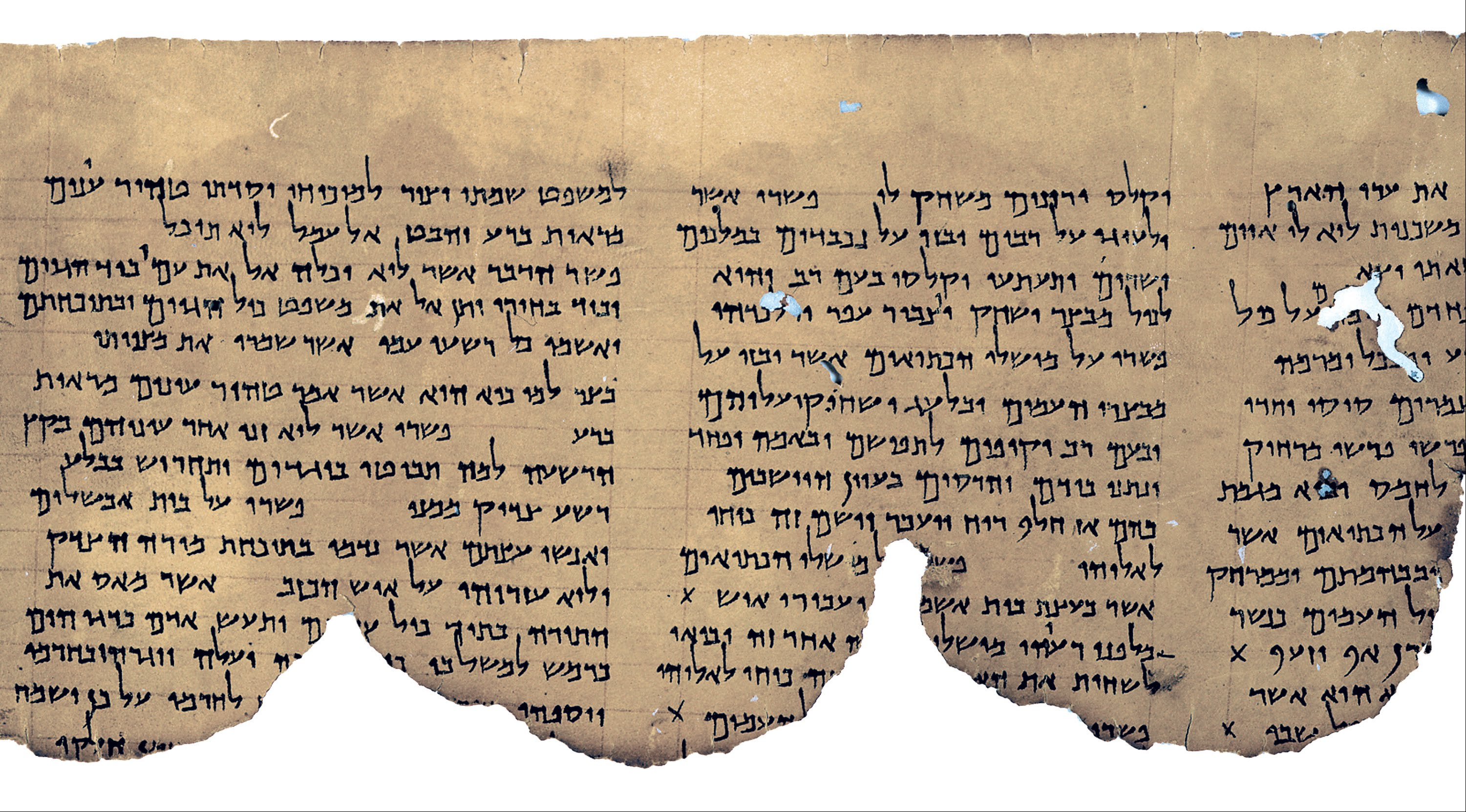
Pesher d'Habaquq

Le pesher (au pluriel pesharim) est un terme hébreu désignant une méthode d'interprétation de la Bible dont on trouve plusieurs exemples écrits parmi les manuscrits de la mer Morte, et en particulier parmi la centaine qui sont attribués à un mouvement qui se présente comme le Yahad (unité, Alliance), souvent identifié à un groupe proche ou issu de ce que les sources antiques nomment « Esséniens ».
Elle interprète les prophéties bibliques comme si elles se rapportaient à la période contemporaine. Selon cette méthode, le contexte historique d'origine n'est plus pris en compte. Elle actualise les textes de la Bible et donne une interprétation eschatologique des événements actuels. L’appellation pesher vient de leur style de rédaction : un passage biblique est cité puis son commentaire est introduit par l'expression « l'interprétation de la chose est » (pesher ha-davar) ou « son interprétation est » (pishro). Cette méthode d'interprétation présente des parallèles avec la lecture de la Bible hébraïque par les auteurs du Nouveau Testament.
On divise globalement les pesharim en trois catégories. Les pesharim continus présentent des commentaires de livres de la Bible hébraïque. Les pesharim thématiques comportent une série interprétation des différents versets présentant un thème commun. Quelques exemples de pesharim isolés se retrouvent dans le Document de Damas et dans d'autres compositions sectaires.
Parmi les pesharim conservés, on compte :
Pesharim continus
- le pesher d'Habaquq (1QpHab), un des premiers rouleaux découverts dans la grotte 1 de Qumrân
- le pesher de Nahum (4Q169: 4QpNah), partiellement préservé
- le pesher des Psaumes (4Q171 & 173: 4QpPs a-b), conservé dans trois manuscrits qui ne se recouvrent pas
- le pesher d'Isaïe (4Q161-165: 4QpIsa a-e), conservé dans six fragments.
- le pesher d'Osée (4Q166-167: 4QpHos a-b)
- le pesher de Michée
- 4Q170: 4QpZeph

Pesharim thématiques
- le Florilège (4Q174: 4QFlor), pesher thématique sur des passages ayant une portée messianique
- Melkisedek (11Q13: 11QMelch), pesher thématique sur la rédemption à la fin des temps
- 4Q177: 4QCatena a